# Louis Payette

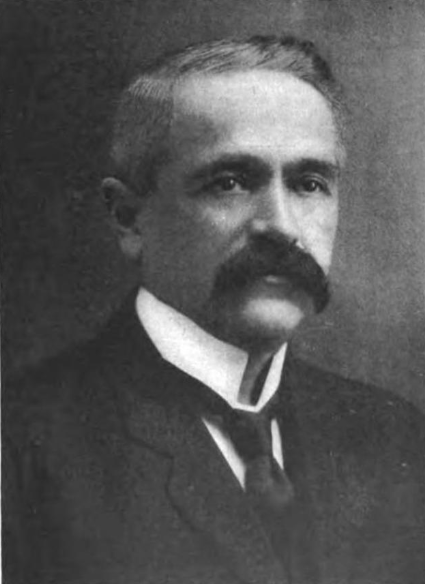
Louis Payette (vor 1914)

Louis Payette (* 25. Dezember 1854 in Montreal; † 19. März 1932 ebenda) war ein kanadischer Politiker und Bauunternehmer. Von 1908 bis 1910 amtierte er als Bürgermeister der Stadt Montreal.
Payette erhielt eine Handelsausbildung an der Akademie der Brüder der christlichen Schulen. Er verbrachte einige Jahre in den Vereinigten Staaten, um seine Kenntnisse im Bauwesen zu vertiefen und war dort im Eisenbahnbau tätig. Zurück in Montreal arbeitete er zwölf Jahre lang als Bauleiter, bevor er die Compagnie Labelle-Payette, das Bauunternehmen seines Vaters, übernahm. Es war an der Errichtung zahlreicher bedeutender Bauten beteiligt, beispielsweise dem Château Frontenac in Québec.
1902 wurde Payette in den Stadtrat von Montreal gewählt, in den Jahren 1906 und 1907 präsidierte er die Finanzkommission. 1908 folgte die Wahl zum Bürgermeister. Während seiner zweijährigen Amtszeit veröffentlichte ein Untersuchungsausschuss ihren Schlussbericht über die weit verbreitete Korruption in der Stadtverwaltung. Payette versuchte, vom Ausschuss empfohlene Maßnahmen umzusetzen, scheiterte aber weitgehend am politischen Widerstand.